# Раковицан, Богдан
Богда́н Ракови́цан (рум. Bogdan Racovițan; род. 6 июня 2000, Дижон, Франция) — румынский футболист, защитник клуба «Ракув» и сборной Румынии. Участник чемпионата Европы 2024.

## Карьера
На молодёжном уровне выступал за французский «Дижон». В Лиге 1 так и не сыграл.
В феврале 2021 года стал игроком румынского клуба «Ботошани». Дебютировал в румынской Лиге 1 в матче со «Стяуа» из Бухареста. В Кубке Румынии сыграл в промежуточном этапе с клубом «Арджеш».
В январе 2022 года стал игроком «Ракува» из Ченстоховы. Дебютировал в Экстракласе в матче с «Вислой» из Кракова.

## Карьера в сборной
Был вызван в сборную Румынии до 21 года. Дебютировал за молодёжную команду страны в сентябре 2021 года в матче со свестниками из Грузии. В матче с Италией отметился забитым мячом.